# Maurits de Levie
Maurits de Levie (geboren am 27. Juli 1890 in Groningen, Niederlande; gestorben um den 19. Oktober 1942 im KZ Auschwitz) war ein niederländischer Unterhaltungskünstler und Opfer des Holocausts. 

## Leben
Der aus dem Norden der Niederlande stammende de Levie begann schon früh eine berufliche Laufbahn  in der Varietéunterhaltung zu suchen und führte, gemeinsam mit seiner ebenfalls aus Groningen stammenden Frau Engeltje Graveur (30. Juli 1895 – um 19. Oktober 1942), in seiner Heimatstadt die eigene, kleine Cabaret- und Bühnentruppe namens ‘De Malini’s’. Beider Repertoire beinhaltete Revuen und Varietés mit Conférencen, Musik, Bauchrednernummern, Gesangsvorträgen und humoristischen Einlagen. Für die kleinen Zuschauer wurden spezielle Kinderprogramme mit Clownsnummern, Puppenspielen und Darbietungen von Zauberkunststücken auf die Beine gestellt.
Im Sommer 1942 wurde das jüdische Ehepaar verhaftet und unmittelbar darauf in das Durchgangslager Westerbork verschleppt. Von dort deportierten deutsche Stellen Maurits de Levie und seine in dem familieneigenen Unterhaltungsbetrieb tätigen Töchter Sophie (1925–1942) und Henriette (1927–1942) am 16. Oktober desselben Jahres in das Vernichtungslager Auschwitz. Wahrscheinlich befand sich auch Ehefrau Engeltje unter den Deportierten. Maurits de Levie wurde mutmaßlich gleich nach seiner Ankunft vergast; ob die Töchter dieses Jahr überlebt haben, gilt als eher unwahrscheinlich.

## Weblink
- Maurits de Levie in Joods Monument

| Personendaten    | Personendaten                          |
| ---------------- | -------------------------------------- |
| NAME             | Levie, Maurits de                      |
| KURZBESCHREIBUNG | niederländischer Unterhaltungskünstler |
| GEBURTSDATUM     | 27. Juli 1890                          |
| GEBURTSORT       | Groningen, Niederlande                 |
| STERBEDATUM      | um 19. Oktober 1942                    |
| STERBEORT        | KZ Auschwitz                           |